# Гайденко, Олег Николаевич
Оле́г Никола́евич Гайде́нко (род. 28 декабря 1967 года, Ростовская обл., РСФСР) — деятель российских спецслужб, генерал-лейтенант, Начальник управления Федеральной службы безопасности России по Республике Башкортостан (с 11 апреля 2013 года по 17 мая 2018 года).